# Tribute (álbum de Ozzy Osbourne)
Tribute es un álbum en vivo del músico británico Ozzy Osbourne con el guitarrista Randy Rhoads, publicado el 19 de marzo de 1987 y remasterizado en 1995 y 2002.
El álbum fue publicado en memoria de Rhoads, guitarrista de Ozzy Osbourne entre 1980 y 1982, quien falleció en un accidente aéreo exactamente 5 años atrás del lanzamiento del disco, el 19 de marzo de 1982. El disco demuestra el sorprendente trabajo de Rhoads con la guitarra, particularmente en la canción "Suicide Solution", que contiene un extenso y técnico solo. El disco también incluye una versión extendida de la canción acústica "Dee", que Randy dedicó a su madre Dolores, y que originalmente se incluye en el disco debut de Ozzy Osbourne Blizzard of Ozz.
Las canciones desde "I Don't Know" hasta "Paranoid" fueron grabadas en vivo en Cleveland, Ohio, el 11 de mayo de 1981. "Goodbye To Romance" y "No Bone Movies" al parecer fueron tomadas de la primera gira de Blizzard of Ozz, posiblemente de un concierto en Southampton, el 2 de septiembre de 1980. En esas dos canciones participan el bajista Bob Daisley y el baterista Lee Kerslake.

## Lista de canciones
Todas las canciones escritas y compuestas por Ozzy Osbourne, Randy Rhoads, Bob Daisley, excepto las indicadas.. 
| N.º   | Título                                                        | Duración |  |
| 1.    | «I Don't Know»                                                | 5:40     |  |
| 2.    | «Crazy Train»                                                 | 5:19     |  |
| 3.    | «Believer»                                                    | 5:08     |  |
| 4.    | «Mr. Crowley»                                                 | 5:37     |  |
| 5.    | «Flying High Again» (Osbourne, Rhoads, Daisley, Lee Kerslake) | 4:17     |  |
| 6.    | «Revelation» (Mother Earth)                                   | 5:58     |  |
| 7.    | «Steal Away (The Night)» (Con solo de batería)                | 8:04     |  |
| 8.    | «Suicide Solution» (Con solo de guitarra)                     | 7:46     |  |
| 9.    | «Iron Man» (Osbourne, Tony Iommi, Geezer Butler, Bill Ward)   | 2:50     |  |
| 10.   | «Children of the Grave» (Osbourne, Iommi, Butler, Ward)       | 5:57     |  |
| 11.   | «Paranoid» (Osbourne, Iommi, Butler, Ward)                    | 2:59     |  |
| 12.   | «Goodbye to Romance»                                          | 5:33     |  |
| 13.   | «No Bone Movies» (Osbourne, Rhoads, Daisley, Kerslake)        | 4:02     |  |
| 14.   | «Dee» (Randy Rhoads studio out-takes)                         | 4:22     |  |
| 70:28 |                                                               |          |  |

## Personal
- Ozzy Osbourne - Voz
- Randy Rhoads - Guitarra
- Rudy Sarzo - Bajo
- Tommy Aldridge - Batería
- Lindsay Bridgwater - Teclados